# 사랑샘도서관
사랑샘도서관은 경기도 수원시 영통구 이의동 소재의 도서관이다.

## 이용 안내
이용 시간

휴관일
- 매주 토.일
- 법정 공휴일